# Levél, Győr-Moson-Sopron
Levél  este un sat în districtul Mosonmagyaróvár, județul Győr-Moson-Sopron, Ungaria, având o populație de 1.732 de locuitori (2011). 

## Demografie
Componența etnică a satului Levél
     Maghiari (89,02%)
     Germani (5,64%)
     Slovaci (3,64%)
     Necunoscut (0,49%)
     Alții (1,21%)
Componența confesională a satului Levél
     Romano-catolici (41,17%)
     Fără religie (13,16%)
     Reformați (8,31%)
     Luterani (4,16%)
     Necunoscută (32,22%)
     Alte religii (2,02%)
Conform recensământului din 2011, satul Levél avea 1.732 de locuitori. Din punct de vedere etnic, majoritatea locuitorilor (89,02%) erau maghiari, existând și minorități de germani (5,64%) și slovaci (3,64%). Apartenența etnică nu este cunoscută în cazul a 0,49% din locuitori. Nu există o religie majoritară, locuitorii fiind romano-catolici (41,17%), persoane fără religie (13,16%), reformați (8,31%) și luterani (4,16%). Pentru 32,22% din locuitori nu este cunoscută apartenența confesională.